# 奧本 (麻薩諸塞州)
奧本（英語：Auburn）是一個位於美國麻薩諸塞州烏斯特縣的鎮。

## 人口
根據2020年美國人口普查的數據，奧本的面積為42.50平方千米，當中陸地面積為39.80平方千米，而水域面積為2.70平方千米。當地共有人口16889人，而人口密度為每平方千米397人。